# Davison (motorfietsmerk)
Davison is een Brits historisch merk van motorfietsen.
De bedrijfsnaam was: A.C. Davison, Viaduct Works, Coventry, later London.
Davison construeerde van 1902 tot 1908 motorfietsen met Engelse Simms- en Belgische Minerva-blokken. Deze hadden al in 1904 brandstofmeters en oliedrukmeters. Het bedrijf verhuisde later naar Londen en maakte vanaf dat moment alleen nog onderdelen en accessoires.